# Vicente Aleixandre
Vicente Aleixandre (Siviglia, 26 aprile 1898 – Madrid, 14 dicembre 1984) è stato un poeta spagnolo.

## Biografia
Il poeta nasce a Siviglia ma trascorre l'infanzia a Malaga e in seguito segue la famiglia a Madrid dove studia diritto ed economia.

### L'avvio alla lettura poetica
Conosce nell'estate del 1917 a Las Navas del Marqués, un villaggio in Provincia di Avila, il coetaneo Dámaso Alonso che lo avvia alla lettura dell'opera di Rubén Darío e alla scoperta della propria vocazione letteraria.
Al termine degli studi universitari il poeta inizia ad insegnare tecnica commerciale per poi impiegarsi in una compagnia ferroviaria.
Nel 1925 viene colpito da una nefrite tubercolare che lo distolse dalle vicende storiche del suo paese perché costretto ad abbandonare il lavoro e a trascorrere un lungo periodo di riposo e isolamento a Miraflores de la Sierra dove leggerà la poesia di San Juan de la Cruz e Fray Luis de León, oltre a quella di Gustavo Adolfo Bécquer e Góngora.

### Lagenerazione del '27
Nel 1926 escono le sue prime liriche sulla Revista de Occidente che segnano l'ingresso di Vicente nel gruppo generazionale coevo.
Nel 1927 il poeta partecipa all'omaggio per il poeta Góngora organizzato dalla rivista Verso y prosa.
Ritorna a vivere a Madrid dove risiede in una casa in "via Velintonia", la casa della poesia e dell'amicizia, che diventerà punto d'incontro e riferimento di molti scrittori e intellettuali dell'epoca.
Nel 1932 pubblica Espadas como labios (Spade come labbra) ma, in seguito all'aggravarsi della malattia, il poeta dovrà subire un intervento chirurgico per asportare un rene.
Nel 1935 gli viene assegnato il "Premio nacional de literatura".
Aleixandre, a causa della sua salute, non prende parte attiva agli eventi drammatici della guerra civile spagnola, ma collabora alla rivista rivoluzionaria Hora de España.

### Il dopoguerra
Nel 1949 viene chiamato a far parte dell'Accademia Española e nel 1977 riceve il Premio Nobel per la letteratura, con la motivazione: "la creativa opera poetica che, radicata nelle tradizioni della lirica spagnola e nelle correnti moderne, illumina la condizione umana nel cosmo e nella società attuale".
La sua bisessualità era nota nel suo circolo e aveva una relazione con il poeta spagnolo Carlos Bousoño.
Muore nel dicembre 1984 a causa di un'emorragia intestinale. Dal dicembre 2018 gli è dedicata una stazione della metropolitana di Madrid, vicino al luogo dove aveva vissuto.

## L'Opera poetica
- Ámbito, Málaga (6.º Suplemento de Litoral), 1928.
- Espadas como labios, M., Espasa-Calpe, 1932.
- La destrucción o el amor, M., Signo, 1935 (Premio Nacional de Literatura 1934).
- Pasión de la tierra, México, Fábula, 1935 (2ª edición aumentada: Madrid, Adonais, 1946).
- Sombra del Paraíso, M., Adán, 1944.
- En la muerte de Miguel Hernández, Zaragoza, Cuaderno de las Horas Situadas, 1948.
- Mundo a solas, M., Clan, 1950.
- Poemas paradisíacos, Málaga, El Arroyo de los Ángeles, 1952.
- Nacimiento último, M., Ínsula, 1953.
- Historia del corazón, M., Espasa-Calpe, 1954.
- Ciudad del Paraíso, Málaga, Dardo, 1960.
- Poesías completas, M., Aguilar, 1960. (Edic. del propio autor y Arturo del Hoyo)
- En un vasto dominio, M., Revista de Occidente, 1962 (Premio de la Crítica).
- Retratos con nombre, B., Col. El Bardo, 1965.
- Obras completas, M., Aguilar, 1968 (2º edición aumentada: 1977).
- Poemas de la consumación, B., Plaza y Janés, 1968 (Premio de la Crítica).
- Poesía surrealista. Antología, B., Barral, 1971.
- Sonido de la guerra, Valencia, Hontanar, 1971.
- Diálogos del conocimiento, B., Plaza y Janés, 1974.
- Tres poemas seudónimos, Málaga, Col. Juan de Yepes, 1984.
- Nuevos poemas varios, B., Plaza y Janés, 1987. (Edic. Alejandro Duque Amusco; recopilación: el mismo e Irma Emiliozzi)
- Prosas recobradas, B., Plaza y Janés, 1987. (Edic. Alejandro Duque Amusco)
- En gran noche. Últimos poemas, B., Seix Barral, 1991. (Edic. de Carlos Bousoño y Alejandro Duque Amusco)
- Álbum. Versos de juventud (con Dámaso Alonso y otros), B., Tusquets, 1993 (Edic. de Alejandro Duque Amusco y María-Jesús Velo).
- Prosa: Los encuentros. Evocaciones y pareceres. Otros apuntes para una poética, M., Austral, 1998 (Edic. Alejandro Duque Amusco)
- Poesías completas, M., Visor/Comunidad de Madrid/Ayuntamiento de Málaga, 2001 (Edic. de Alejandro Duque Amusco).
- Prosas completas, M., Visor/Comunidad de Madrid/Ayuntamiento de Málaga, 2002 (Edic. de Alejandro Duque Amusco).